# Nigeria aux Jeux olympiques d'été de 2016
Le Nigeria participe aux Jeux olympiques d'été de 2016 à Rio de Janeiro au Brésil du 5 août au 21 août. Il s'agit de sa 16e participation à des Jeux d'été.

## Athlétisme

### Homme

#### Courses
| Athlètes              | Compétitions     | Série | Série | Demi-Finales | Demi-Finales | Finale  | Finale  |
| --------------------- | ---------------- | ----- | ----- | ------------ | ------------ | ------- | ------- |
| Athlètes              | Compétitions     | Temps | Rang  | Temps        | Rang         | Temps   | Rang    |
| Seye Ogunlewe         | 100 mètres       | 10.26 | 4e    | Eliminé      | Eliminé      | Eliminé | Eliminé |
| Ogho-Oghene Egwero    | 100 mètres       | 10.37 | 6e    | Eliminé      | Eliminé      | Eliminé | Eliminé |
| Ejowvokoghene Oduduru | 200 mètres       | 20.34 | 2e    | 20.59        | 7e           | Eliminé | Eliminé |
| Tega Odele            | 200 mètres       | 21.25 | 8e    | Eliminé      | Eliminé      | Eliminé | Eliminé |
| Orukpe Erayokan       | 400 mètres       | 47.42 | 7e    | Eliminé      | Eliminé      | Eliminé | Eliminé |
| Antwon Hicks          | 110 mètres haies | 13.70 | 4e    | 14.26        | 7e           | Eliminé | Eliminé |
| Miles Ukaoma          | 400 mètres haies | 49.84 | 5e    | Eliminé      | Eliminé      | Eliminé | Eliminé |

#### Concours
| Athlètes      | Compétitions    | Série    | Série | Finale   | Finale  |
| ------------- | --------------- | -------- | ----- | -------- | ------- |
| Athlètes      | Compétitions    | Résultat | Rang  | Résultat | Rang    |
| Tosin Oke     | Triple saut     | 16,47m   | 23e   | Eliminé  | Eliminé |
| Olu Olamigoke | Triple saut     | 16,10m   | 32e   | Eliminé  | Eliminé |
| Stephen Mozia | Lancer du poids | 18,98m   | 28e   | Eliminé  | Eliminé |

### Femmes

#### Course
| Athlètes                                                    | Compétitions          | Série   | Série | Demi-Finales | Demi-Finales | Finale   | Finale   |
| ----------------------------------------------------------- | --------------------- | ------- | ----- | ------------ | ------------ | -------- | -------- |
| Athlètes                                                    | Compétitions          | Temps   | Rang  | Temps        | Rang         | Temps    | Rang     |
| Blessing Okagbare                                           | 100 mètres            | 11 s 16 | 2e    | 11 s 09      | 3e           | Eliminé  | Eliminé  |
| Gloria Asumnu                                               | 100 mètres            | 11 s 55 | 5e    | Eliminé      | Eliminé      | Eliminé  | Eliminé  |
| Jennifer Madu                                               | 100 mètres            | 11 s 61 | 5e    | Eliminé      | Eliminé      | Eliminé  | Eliminé  |
| Blessing Okagbare                                           | 200 mètres            | 22 s 71 | 1er   | 22 s 69      | 5e           | Eliminé  | Eliminé  |
| Margaret Bamgbose                                           | 400 mètres            | 51 s 43 | 3e    | 51 s 92      | 7e           | Eliminé  | Eliminé  |
| Patience Okon George                                        | 400 mètres            | 51 s 83 | 2e    | 52 s 52      | 8e           | Eliminé  | Eliminé  |
| Omolara Omotoso                                             | 400 mètres            | 53 s 22 | 5e    | Eliminé      | Eliminé      | Eliminé  | Eliminé  |
| Oluwatobiloba Amusan                                        | 100 mètres haies      | 12.99   | 5e    | 12.91        | 3e           | Eliminé  | Eliminé  |
| Amaka Ogoegbunam                                            | 400 mètres haies      | 56 s 96 | 4e    | Eliminée     | Eliminée     | Eliminée | Eliminée |
| Gloria Asumnu Blessing Okagbare Jennifer Madu Agnes Osazuwa | Relais 4 × 100 mètres | 42.55   | 2e    | NC           | NC           | 43.21    | 7e       |

## Aviron
Légende: FA = finale A (médaille) ; FB = finale B (pas de médaille) ; FC = finale C (pas de médaille) ; FD = finale D (pas de médaille) ; FE = finale E (pas de médaille) ; FF = finale F (pas de médaille) ; SA/B = demi-finales A/B ; SC/D = demi-finales C/D ; SE/F = demi-finales E/F ; QF = quarts de finale; R= repêchage
Hommes
| Athlète        | Compétition  | Séries  | Séries | Repêchage | Repêchage | Quarts de finale | Quarts de finale | Demi-finales | Demi-finales | Finale  | Finale |
| Athlète        | Compétition  | Temps   | Rang   | Temps     | Rang      | Temps            | Rang             | Temps        | Rang         | Temps   | Rang   |
| -------------- | ------------ | ------- | ------ | --------- | --------- | ---------------- | ---------------- | ------------ | ------------ | ------- | ------ |
| Chierika Ukogu | Skiff femmes | 8:35.34 | 3 QF   | exempt    | exempt    | 7:54.44          | 5 SC/D           | 8:18.55      | 4 FD         | 7:44.76 | 20     |

## Basket-ball

### Tournoi masculin
L'équipe du Nigeria de basket-ball gagne sa place pour les Jeux en remportant le Championnat d'Afrique masculin de basket-ball 2015.

## Canoë-kayak

### Slalom
|                   | Compétition | Éliminatoires | Éliminatoires | Éliminatoires | Éliminatoires | Éliminatoires | Éliminatoires | Demi-finales | Demi-finales | Finale       | Finale       |
| Course 1          | Compétition | Rang          | Course 2      | Rang          | Total         | Rang          | Résultat      | Rang         | Résultat     | Rang         |              |
| ----------------- | ----------- | ------------- | ------------- | ------------- | ------------- | ------------- | ------------- | ------------ | ------------ | ------------ | ------------ |
| Jonathan Akinyemi | K1 hommes   | 107.49        | 20            | 104.59        | 19            | 104.59        | 20            | Pas qualifié | Pas qualifié | Pas qualifié | Pas qualifié |

## Football

### Tournoi masculin
L'équipe du Nigeria olympique de football gagne sa place pour les Jeux en remportant la Coupe d'Afrique des nations des moins de 23 ans 2015.
Au tirage au sort, elle est placée dans le groupe B, avec la Colombie, le Japon et la Suède.
| 4 août 2016       | Nigeria | 5 - 4   | Japon | | |
| 21h00 (UTC−04:00) | Umar Sadiq 6e · Oghenekaro Etebo 10e 42e 51e (pen.) 66e | (3 - 2) | 9e (pen.) Shinzo Koroki · 12e Takumi Minamino · 70e Takuma Asano · 90+5e Musashi Suzuki                                                              | Arena da Amazônia, Manaus Spectateurs : 29 996 Arbitrage : Clément Turpin Arbitres assistants : Frédéric Cano Nicolas Danos Quatrième arbitre : Diego Haro | Arena da Amazônia, Manaus Spectateurs : 29 996 Arbitrage : Clément Turpin Arbitres assistants : Frédéric Cano Nicolas Danos Quatrième arbitre : Diego Haro |
| 21h00 (UTC−04:00) | Rapport |         | | Arena da Amazônia, Manaus Spectateurs : 29 996 Arbitrage : Clément Turpin Arbitres assistants : Frédéric Cano Nicolas Danos Quatrième arbitre : Diego Haro | Arena da Amazônia, Manaus Spectateurs : 29 996 Arbitrage : Clément Turpin Arbitres assistants : Frédéric Cano Nicolas Danos Quatrième arbitre : Diego Haro |
| 21h00 (UTC−04:00) | Daniel () · Sincere · Abdullahi · Troost-Ekong · Etebo · Ezekiel ( 78e Udo) · Obi Mikel ( 87e Saliu) · Sadiq · Okechukwu · Amuzie 7e · Mohammed ( 73e Madu) | Équipes | Kushibiki () · Muroya · Endo · Fujiharu · Ueda · Shiotani · Harakawa ( 52e Asano) · Oshima · Nakajima ( 76e Yajima · Koroki ( 70e Suzuki) · Minamino | Arena da Amazônia, Manaus Spectateurs : 29 996 Arbitrage : Clément Turpin Arbitres assistants : Frédéric Cano Nicolas Danos Quatrième arbitre : Diego Haro | Arena da Amazônia, Manaus Spectateurs : 29 996 Arbitrage : Clément Turpin Arbitres assistants : Frédéric Cano Nicolas Danos Quatrième arbitre : Diego Haro |

| 7 août 2016       | Suède   | 0 - 1   | Nigeria        |                           |                           |
| 18h00 (UTC−04:00) |         | (0 - 1) | 40e Umar Sadiq | Arena da Amazônia, Manaus | Arena da Amazônia, Manaus |
| 18h00 (UTC−04:00) | Rapport |         |                | Arena da Amazônia, Manaus | Arena da Amazônia, Manaus |

| 10 août 2016      | Colombie                                       | 2 - 0   | Nigeria |                              |                              |
| 19h00 (UTC−03:00) | Teofilo Gutierrez 4e · Dorlan Pabon 63e (pen.) | (1 - 0) |         | Arena Corinthians, São Paulo | Arena Corinthians, São Paulo |
| 19h00 (UTC−03:00) | Rapport                                        |         |         | Arena Corinthians, São Paulo | Arena Corinthians, São Paulo |

| Rang | Équipe   | Pts | J | G | N | P | Bp | Bc | Diff |
| ---- | -------- | --- | - | - | - | - | -- | -- | ---- |
| 1    | Nigeria  | 6   | 3 | 2 | 0 | 1 | 6  | 6  | 0    |
| 2    | Colombie | 5   | 3 | 1 | 2 | 0 | 6  | 4  | +2   |
| 3    | Japon    | 4   | 3 | 1 | 1 | 1 | 7  | 7  | 0    |
| 4    | Suède    | 1   | 3 | 0 | 1 | 2 | 2  | 4  | -2   |

## Natation
| Athlète        | Épreuve         | Séries  | Séries | Demi-finales | Demi-finales | Finale  | Finale  |
| Athlète        | Épreuve         | Temps   | Rang   | Temps        | Rang         | Temps   | Rang    |
| -------------- | --------------- | ------- | ------ | ------------ | ------------ | ------- | ------- |
| Samson Opuakpo | 50 m nage libre | 24 s 85 | 59e    | Éliminé      | Éliminé      | Éliminé | Éliminé |

| Athlète        | Épreuve      | Séries        | Séries | Demi-finales | Demi-finales | Finale  | Finale  |
| Athlète        | Épreuve      | Temps         | Rang   | Temps        | Rang         | Temps   | Rang    |
| -------------- | ------------ | ------------- | ------ | ------------ | ------------ | ------- | ------- |
| Rachael Tonjor | 100 m brasse | 1 min 21 s 43 | 42e    | Éliminé      | Éliminé      | Éliminé | Éliminé |